# Olympische Sommerspiele 2020/Kanu – Einer-Kajak 1000 m (Männer)
Das Kanu-Rennen der Männer mit dem Einer-Kajak über 1000 m bei Olympischen Spielen 2020 wurde vom 2. bis 3. August 2021 auf dem Sea Forest Waterway ausgetragen.

## Titelträger
| Olympiasieger | Marcus Walz   | Rio de Janeiro 2016 |
| Weltmeister   | Bálint Kopasz | Szeged 2019         |

## Ergebnisse

### Vorlauf

#### Lauf 1
| Platz | Kanute           | Nation     | Zeit         | Bemerkung     |
| ----- | ---------------- | ---------- | ------------ | ------------- |
| 1     | Josef Dostál     | Tschechien | 3:37,342 min | Halbfinale    |
| 2     | Thomas Green     | Australien | 3:39,492 min | Halbfinale    |
| 3     | Artuur Peters    | Belgien    | 3:41,967 min | Viertelfinale |
| 4     | Maxim Spessiwzew | ROC        | 3:42,888 min | Viertelfinale |
| 5     | Simon McTavish   | Kanada     | 3:43,512 min | Viertelfinale |
| 6     | Kohl Horton      | Cookinseln | 4:24,679 min | Viertelfinale |

#### Lauf 2
| Platz | Kanute          | Nation      | Zeit         | Bemerkung     |
| ----- | --------------- | ----------- | ------------ | ------------- |
| 1     | Bálint Kopasz   | Ungarn      | 3:39,084 min | Halbfinale    |
| 2     | Agustín Vernice | Argentinien | 3:40,430 min | Halbfinale    |
| 3     | Samuele Burgo   | Italien     | 3:43,746 min | Viertelfinale |
| 4     | Étienne Hubert  | Frankreich  | 3:45,072 min | Viertelfinale |
| 5     | Ali Aghamirzaei | Iran        | 3:48,609 min | Viertelfinale |
| 6     | Roman Anoschkin | ROC         | 3:50,580 min | Viertelfinale |

#### Lauf 3
| Platz | Kanute                  | Nation     | Zeit         | Bemerkung     |
| ----- | ----------------------- | ---------- | ------------ | ------------- |
| 1     | Fernando Pimenta        | Portugal   | 3:40,323 min | Halbfinale    |
| 2     | Peter Gelle             | Slowakei   | 3:42,131 min | Halbfinale    |
| 3     | Jean van der Westhuyzen | Australien | 3:46,186 min | Viertelfinale |
| 4     | Guillaume Burger        | Frankreich | 3:53,241 min | Viertelfinale |
| 5     | Vagner Souta            | Brasilien  | 3:57,178 min | Viertelfinale |

#### Lauf 4
| Platz | Kanute             | Nation   | Zeit         | Bemerkung     |
| ----- | ------------------ | -------- | ------------ | ------------- |
| 1     | Aleh Jurenja       | Belarus  | 3:43,444 min | Halbfinale    |
| 2     | Bojan Zdelar       | Serbien  | 3:45,074 min | Halbfinale    |
| 3     | Lars Magne Ullvang | Norwegen | 3:47,253 min | Viertelfinale |
| 4     | Tuva’a Clifton     | Samoa    | 4:11,029 min | Viertelfinale |
| 5     | Amado Cruz         | Belize   | 4:13,080 min | Viertelfinale |

#### Lauf 5
| Platz | Kanute         | Nation               | Zeit         | Bemerkung     |
| ----- | -------------- | -------------------- | ------------ | ------------- |
| 1     | Jacob Schopf   | Deutschland          | 3:39,504 min | Halbfinale    |
| 2     | Ádám Varga     | Ungarn               | 3:39,650 min | Halbfinale    |
| 3     | Zhang Dong     | China                | 3:40,955 min | Viertelfinale |
| 4     | Saeid Fazloula | Refugee Olympic Team | 3:52,631 min | Viertelfinale |
| 5     | Mohamed Mrabet | Tunesien             | 4:02,148 min | Viertelfinale |

### Viertelfinale

#### Lauf 1
| Platz | Kanute           | Nation     | Zeit         | Bemerkung  |
| ----- | ---------------- | ---------- | ------------ | ---------- |
| 1     | Maxim Spessiwzew | ROC        | 3:44,136 min | Halbfinale |
| 2     | Zhang Dong       | China      | 3:44,269 min | Halbfinale |
| 3     | Vagner Souta     | Brasilien  | 3:52,402 min |            |
| 4     | Ali Aghamirzaei  | Iran       | 3:52,834 min |            |
| 5     | Tuva’a Clifton   | Samoa      | 4:21,301 min |            |
| 6     | Kohl Horton      | Cookinseln | 4:39,138 min |            |

#### Lauf 2
| Platz | Kanute           | Nation     | Zeit         | Bemerkung  |
| ----- | ---------------- | ---------- | ------------ | ---------- |
| 1     | Artuur Peters    | Belgien    | 3:45,712 min | Halbfinale |
| 2     | Samuele Burgo    | Italien    | 3:45,993 min | Halbfinale |
| 3     | Roman Anoschkin  | ROC        | 3:46,576 min |            |
| 4     | Simon McTavish   | Kanada     | 3:52,467 min |            |
| 5     | Guillaume Burger | Frankreich | 3:52,817 min |            |
| 6     | Amado Cruz       | Belize     | 4:15,262 min |            |

#### Lauf 3
| Platz | Kanute                  | Nation               | Zeit         | Bemerkung  |
| ----- | ----------------------- | -------------------- | ------------ | ---------- |
| 1     | Jean van der Westhuyzen | Australien           | 3:46,104 min | Halbfinale |
| 2     | Étienne Hubert          | Frankreich           | 3:46,274 min | Halbfinale |
| 3     | Lars Magne Ullvang      | Norwegen             | 3:49,830 min |            |
| 4     | Saeid Fazloula          | Refugee Olympic Team | 3:52,614 min |            |
| 5     | Mohamed Mrabet          | Tunesien             | 3:56,325 min |            |

### Halbfinale

#### Lauf 1
| Platz | Kanute         | Nation      | Zeit         | Bemerkung |
| ----- | -------------- | ----------- | ------------ | --------- |
| 1     | Bálint Kopasz  | Ungarn      | 3:24,558 min | A-Finale  |
| 2     | Josef Dostál   | Tschechien  | 3:25,387 min | A-Finale  |
| 3     | Jacob Schopf   | Deutschland | 3:25,586 min | A-Finale  |
| 4     | Zhang Dong     | China       | 3:26,246 min | A-Finale  |
| 5     | Artuur Peters  | Belgien     | 3:26,773 min | B-Finale  |
| 6     | Étienne Hubert | Frankreich  | 3:27,319 min | B-Finale  |
| 7     | Peter Gelle    | Slowakei    | 3:28,255 min | B-Finale  |
| 8     | Bojan Zdelar   | Serbien     | 3:29,525 min | B-Finale  |

#### Lauf 2
| Platz | Kanute                  | Nation      | Zeit         | Bemerkung |
| ----- | ----------------------- | ----------- | ------------ | --------- |
| 1     | Fernando Pimenta        | Portugal    | 3:22,942 min | A-Finale  |
| 2     | Ádám Varga              | Ungarn      | 3:23,634 min | A-Finale  |
| 3     | Thomas Green            | Australien  | 3:24,612 min | A-Finale  |
| 4     | Agustín Vernice         | Argentinien | 3:24,734 min | A-Finale  |
| 5     | Samuele Burgo           | Italien     | 3:25,673 min | B-Finale  |
| 6     | Aleh Jurenja            | Belarus     | 3:27,323 min | B-Finale  |
| 7     | Maxim Spessiwzew        | ROC         | 3:27,372 min | B-Finale  |
| 8     | Jean van der Westhuyzen | Australien  | 3:28,287 min | B-Finale  |

### Finale

#### B-Finale
Anmerkung: Gefahren wurde hier um die Plätze neun bis sechzehn, das heißt, der Sieger des B-Finales Samuele Burgo wurde insgesamt Neunter usw.
| Platz | Kanute                  | Nation     | Zeit         | Bemerkung |
| ----- | ----------------------- | ---------- | ------------ | --------- |
| 1     | Samuele Burgo           | Italien    | 3:26,169 min |           |
| 2     | Artuur Peters           | Belgien    | 3:26,781 min |           |
| 3     | Jean van der Westhuyzen | Australien | 3:26,955 min |           |
| 4     | Aleh Jurenja            | Belarus    | 3:27,190 min |           |
| 5     | Maxim Spessiwzew        | ROC        | 3:27,909 min |           |
| 6     | Peter Gelle             | Slowakei   | 3:28,240 min |           |
| 7     | Étienne Hubert          | Frankreich | 3:31,553 min |           |
| 8     | Bojan Zdelar            | Serbien    | 3:31,689 min |           |

#### A-Finale
| Platz | Kanute           | Nation      | Zeit         | Bemerkung |
| ----- | ---------------- | ----------- | ------------ | --------- |
| 1     | Bálint Kopasz    | Ungarn      | 3:20,643 min |           |
| 2     | Ádám Varga       | Ungarn      | 3:22,431 min |           |
| 3     | Fernando Pimenta | Portugal    | 3:22,478 min |           |
| 4     | Jacob Schopf     | Deutschland | 3:22,554 min |           |
| 5     | Josef Dostál     | Tschechien  | 3:26,610 min |           |
| 6     | Zhang Dong       | China       | 3:28,103 min |           |
| 7     | Thomas Green     | Australien  | 3:28,360 min |           |
| 8     | Agustín Vernice  | Argentinien | 3:28,503 min |           |